# 静岡市立梅ヶ島小学校
静岡市立梅ヶ島小学校（しずおかしりつ うめがしましょうがっこう）は、静岡県静岡市葵区梅ケ島にある公立小学校。

## 沿革
- 1874年（明治7年）4月 - 入島村指月院に「入島学校」設置。梅ヶ島村宝寿院に「梅ヶ島学舎」設置[1]。
- 1883年（明治16年）9月 - 入島村と梅ヶ島村が合併して、梅ヶ島村となる。学校は「村立梅ヶ島学校」と改称[1]。
- 1886年（明治19年）5月 - 大河内村と統合、「組合立尋常小学校大河内学校」の梅ヶ島分教室、入島分教室となる[1]。
- 1898年（明治31年） - 梅ヶ島村梅ヶ島に小学校を建設、入島分教室を廃止[1]。
- 1902年（明治35年）5月28日 - 「大河内村梅ヶ島村組合立尋常梅ヶ島小学校」と改称（創立記念日とする）[1]。
- 1914年（大正3年） - 大河内村との組合解散に伴い、「梅ヶ島村立梅ヶ島尋常小学校」と改称[1]。
- 1919年（大正8年）4月 - 高等科（修学年限2年）を併設して、「梅ヶ島村立梅ヶ島尋常小学校」となる[1]。
- 1941年（昭和16年）4月1日 - 「梅ヶ島国民学校」と改称。
- 1947年（昭和22年）4月1日 - 六・三制により「安倍郡梅ヶ島村立梅ヶ島中学校」を新設し、「梅ヶ島小学校」に併置。初代秋山九万男校長は、小学校校長を兼務する。
- 1954年（昭和29年）4月1日 - 校章制定。
- 1959年（昭和34年）4月1日 - 校歌制定。
- 1969年（昭和44年）1月1日 - 市町村合併により、「静岡市立梅ヶ島小学校」と改称。
- 2001年（平成13年）11月28日 - 創立100周年記念行事・梅小祭実施。
- 2017年（平成29年）4月7日 - 施設一体型小中一貫校となり「静岡市立梅ケ島小中学校」となる。

## 通学区域
葵区
- 梅ケ島
- 入島

## アクセス
- しずてつジャストライン安倍線（梅ヶ島系統） 「関の沢入口」停留所から、徒歩10分